# Tunnel Creek Nemzeti Park
A Tunnel Creek  Nemzeti Park Nyugat-Ausztráliában található, Perthtől 1845 kilométernyire északkeletre, Broome városától 390 kilométernyire keletre fekszik.
A nemzeti park egyik fő látványossága a Tunnel Creek, amely egy barlangon halad keresztül a nemzeti park területén. Számos őslakosok által készített sziklarajz található a parkban található barlang falain. A barlang volt az őslakos harcos, Jandamarra rejtekhelye, akit 1897-ben a barlang bejáratánál végeztek ki.

## Földrajza
A park a Napier-hegyhát  területén található. Területe 91 hektár. A hegyhát mészkőből áll, amely korábban a devoni földtörténeti korban zátonyt alkotott, mintegy 350 millió évvel ezelőtt.
A Tunnel Creek barlangja mintegy 750 méter hosszúságú és egyike a legrégebbi barlangrendszereknek Nyugat-Ausztráliában. A zátony körülbelül 250 millió évvel ezelőtt emelkedett ki a tengerből és az első barlangok mintegy 20 millió évvel ezelőtt keletkeztek. A barlang legnagyobb belmagassága 12 méter, míg a legszélesebb pontján eléri a 15 méteres szélességet. Régebben a barlangot a "Denevérek barlangja" (The Cave of the Bats) névvel illették, mivel nagyjából ötféle denevérfaj talált itt otthonra. A barlang nagy édesvízzel teli medencéiben édesvízi krokodilok élnek. .

## Fordítás
Ez a szócikk részben vagy egészben  a   Tunnel Creek National Park című angol Wikipédia-szócikk ezen változatának fordításán alapul.  Az eredeti cikk szerkesztőit annak laptörténete sorolja fel. Ez a jelzés csupán a megfogalmazás eredetét és a szerzői jogokat jelzi, nem szolgál a cikkben szereplő információk forrásmegjelöléseként.